# Spišský Štiavnik
Spišský Štiavnik (allemand : Schafing) est un village de Slovaquie situé dans la région de Prešov.

## Histoire
Première mention écrite du village en 1246.

## Démographie

### Évolution de la population
| Année:               | 1994. | 2004.    | 2014.    | 2024.   |
| -------------------- | ----- | -------- | -------- | ------- |
| Nombre de personnes: | 1863  | 2142     | 2756     | 2826    |
| Différence:          |       | +14,97 % | +28,66 % | +2,53 % |

| Année:               | 2023. | 2024.   |
| -------------------- | ----- | ------- |
| Nombre de personnes: | 2761  | 2826    |
| Différence:          |       | +2,35 % |